# Pilosella
Pilosella là một chi thực vật có hoa trong họ Cúc (Asteraceae).

## Loài
Chi Pilosella gồm các loài: